# Coenotephria alfacariata
Coenotephria alfacariata là một loài bướm đêm trong họ Geometridae.